# Arvān
Arvān (persiska: اروان) är en ort i Iran.   Den ligger i provinsen Qazvin, i den nordvästra delen av landet, 200 km väster om huvudstaden Teheran. Arvān ligger 1 878 meter över havet och antalet invånare är 432.
Terrängen runt Arvān är huvudsakligen kuperad. Arvān ligger nere i en dal. Runt Arvān är det ganska tätbefolkat, med 108 invånare per kvadratkilometer. Närmaste större samhälle är Āvaj, 6,3 km sydost om Arvān. Trakten runt Arvān består i huvudsak av gräsmarker.